# Hormizd I.
Hormizd I. (perzijski: هرمز Hormoz)
Sin Šapura I., Veliki kralj Perzije (270/272. – 273.) 
Nakon perzijskoga osvajanja Armenije Hormizd je vjerojatno oko 253. postavljen za njena kralja. U tom je ratu stekao veliku vojničku slavu što je očito bio razloga zbog čega ga je njegov otac imenovao za svoga nasljednika, iako mu je Hormizd bio tek trećerođeni sin. Iz izvora je nejasno kada i koliko dugo je Hormizd točno vladao, ali to je u svakom slučaju bilo kratko, ne puno više od godine dana. Nastavio je tolerantnu vjersku politiku svoga oca. 